# Präsidentschaftswahl in Südkorea 2022
Die 20. Präsidentschaftswahl in Südkorea fand am 9. März 2022 statt. Daraus ging Yoon Suk-yeol von der Partei Gungminui-him als Sieger und damit als neu gewählter Präsident Südkoreas hervor. Er erreichte etwa 48,6 % aller Stimmen, während Lee Jae-myung von der Deobureo-minju-Partei 47,8 % der Stimmen erhielt.
Da eine Wiederwahl nach der Verfassung nicht erlaubt ist, konnte Amtsinhaber Moon Jae-in nicht erneut kandidieren.
Es gab 14 registrierte Kandidaten für die Wahl. Zwei zogen jedoch nach der Registrierung ihre Kandidatur zurück, um Lee Jae-myung bzw. Yoon Suk-yeol zu unterstützen, so dass am Wahltag 12 Kandidaten zur Wahl standen.
Die Entscheidung fiel durch eine einfache Mehrheitswahl (d. h. ohne Stichwahl) in einem Durchgang.

## Kandidaten
- Lee Jae-myung: Gouverneur von Gyeonggi-do 2018–2021 und früherer Bürgermeister von Seongnam 2010–2018[1]
- Yoon Suk-yeol: Generalstaatsanwalt von Südkorea 2019–2021[2]
- Sim Sang-jung: Präsidentschaftskandidatin 2017, Mitglied der Gukhoe seit 2012 sowie 2004–2008 (Bewerbung für die Jeongui-Partei)
- Oh Jun-ho: Grundeinkommenspartei
- Huh Kyung-young: Präsidentschaftskandidat 1997 und 2007, Kandidat für das Bürgermeisteramt von Seoul 2018
- Lee Baek-yun: Sozialistisch-Revolutionäre Arbeiterpartei
- Ok Un-ho: Saenuri-Partei
- Kim Gyeong-jae: Pastor und Professor, National-Revolutionäre Partei
- Cho Won-jin: Mitglied der Gukhoe seit 2008, Uri-Gonghwa-Partei
- Kim Jae-yeon: Mitglied der Gukhoe 2012–2014, Progressive Partei
- Lee Gyeong-hee: Koreanische Vereinigungspartei
- Kim Min-chan: Allianz der Koreanischen Welle

## Vorwahlen
Beide Großparteien hielten Vorwahlen für ihre endgültige Kandidatenauswahl ab. Die Deobureo-minju-Partei verschob ihre Vorwahlen aufgrund der COVID-19-Pandemie in Südkorea um fünf Wochen. Die Abstimmungen, die nach Provinzen durchgeführt wurden, gewann Lee Jae-myung. Der Gewinner der Vorwahlen der Gungminui-him war Yoon Suk-yeol.
Am 10. Oktober, nach der Bekanntgabe des Sieges von Lee, versuchte die Kampagne von Lee Nak-yon, gegen die Ergebnisse Berufung einzulegen. Einen Tag später reichte man einen Appell an die Parteizentrale ein. Der Abgeordnete Hong Young-pyo, der die Kampagne von Lee Nak-yeon vertrat, argumentierte, wenn die wenigen Stimmen von Kim Doo-kwan und Chung Sye-kyun, die bereits kurz nach dem Start der Vorwahlen aufgegeben hatten, berücksichtigt werden würden, würde Lee Jae-myung auf nur 49,32 % der Stimmen kommen, was eine Stichwahl erfordern würde. Der Parteivorsitzende Song Young-gil lehnte die Berufung jedoch ab und bestätigte Lee Jae-myung als offiziellen Kandidaten. Er fügte hinzu, dass die spezifische Klausel, die Stimmen von ausgeschiedenen Kandidaten nicht zu zählen, während eines Parteitags im August 2020 genehmigt wurde, als Lee Nak-yon selbst als damaliger Parteivorsitzender amtierte. Song forderte daraufhin die Kampagne von Lee Nak-yeon auf, die internen Regeln und die Verfassung der Partei zu respektieren. Am 13. Oktober wies der Ausschuss für Parteiangelegenheiten mit einem Ergebnis von 64 der 76 Ausschussmitglieder gegen 12 Gegenstimmen die Berufung formell zurück. Lee Nak-yon zeigte sich letztendlich einverstanden und versprach, seinen Teil zum Sieg der Partei bei den Wahlen im März beizutragen. Am 24. Oktober sprach er ihm offiziell seine Unterstützung aus.
Die Oppositionspartei Gungminui-him hielt ebenfalls einen Vorwahlkampf ab. Am 5. November soll die endgültige Entscheidung für ihren Kandidaten fallen. Zuvor wurden bereits mehrere angekündigte Kampagnen aufgrund von schlechten Umfragewerten in sogenannten parteiinternen Cut-offs beendet. Am 9. Oktober wurden unter anderem Choi Jae-hyung und Hwang Kyo-ahn von der Kandidatenliste gestrichen. Choi erklärte kurz darauf seine Unterstützung für Hong Joon-pyo. Lange galt Yoon Suk-yeol als Favorit, mit der Zeit wurde jedoch die Kampagne rund um Hong Joon-pyo immer stärker. Grund hierfür waren unter anderem Ermittlungen gegen Yoon aufgrund von angeblichen Vorfällen des Amtsmissbrauchs in seiner Zeit als Generalstaatsanwalt, die eine Beeinflussung der Parlamentswahl in Südkorea 2020 zum Ziel hatten. Die Partei veröffentlicht ihre konkreten Vorwahlergebnisse nicht und nennt lediglich die Reihenfolge ihrer Kandidaten. Obwohl Yoon als Sieger vor der letzten Runde galt, reklamierte auch Hong den Sieg für sich.

### Regierungspartei
- Choo Mi-ae: Justizministerin unter der Regierung von Präsident Moon Jae-in (2020–2021), ehemaliges Mitglied der Gukhoe und Vorsitzende der Demokratischen Partei Koreas[12]
- Chung Sye-kyun: Premierminister 2020–2021[13]
- Kim Doo-kwan: Mitglied der Gukhoe, Gouverneur von Chungcheongnam-do 2010–2012[14]
- Lee Jae-myung: Gouverneur von Gyeonggi-do  2018–2021 und früherer Bürgermeister von Seongnam 2010–2018
- Lee Nak-yon: Premierminister 2017–2020, Abgeordneter in der Gukhoe für den Jongno-gu seit der Parlamentswahl 2020[15]

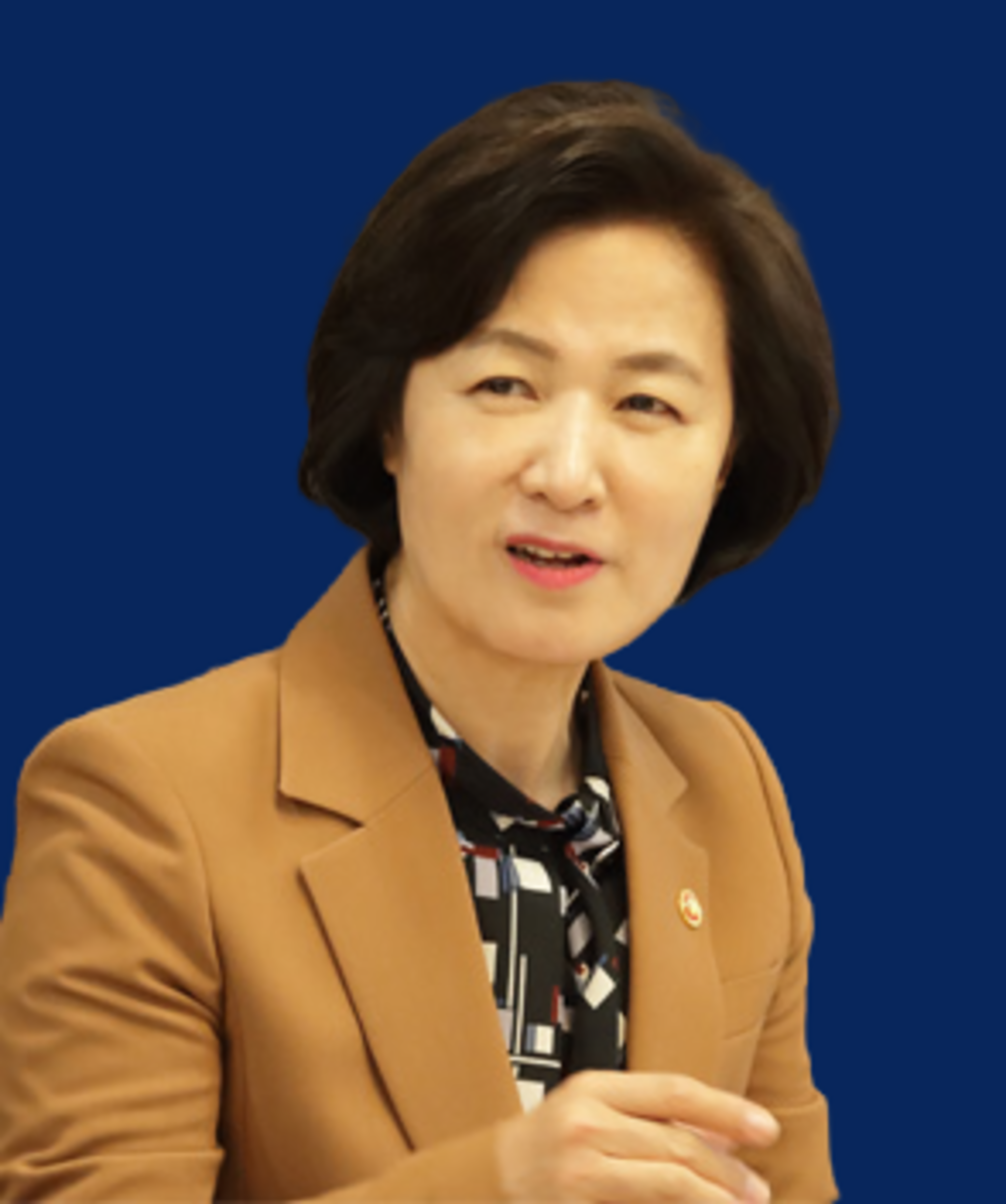
Choo Mi-ae
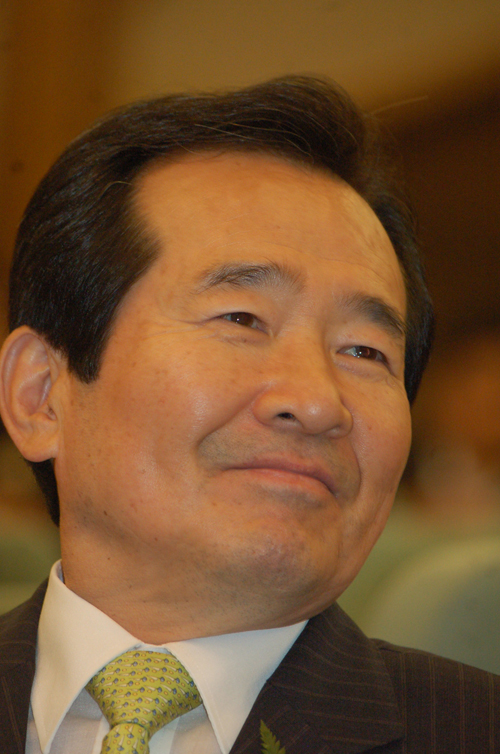
Chung Sye-kyun
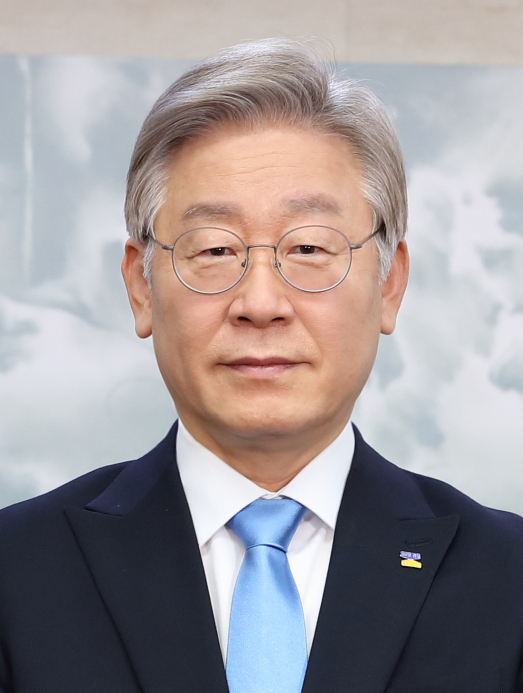
Lee Jae-myung
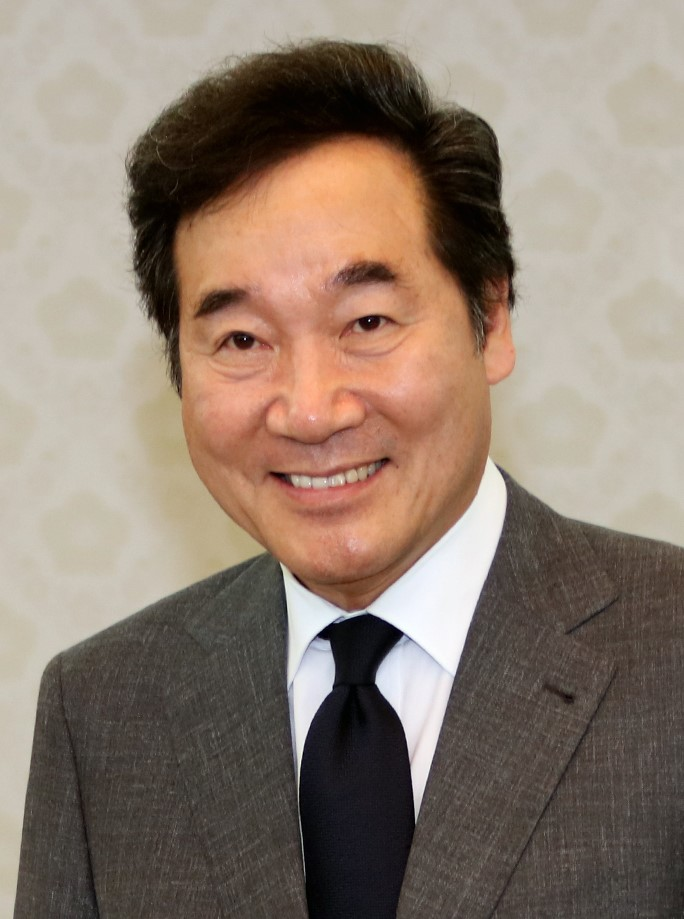
Lee Nak-yon

#### Zurückgezogene Kandidaturen
- Choi Moon-soon: Gouverneur von Gangwon-do seit 2011[16]
- Lee Kwang-jae: Mitglied der Gukhoe seit 2020 und 2004–2010, Gouverneurs von Gangwon-do 2010–2011 (unterstützte danach Chung Sye-kyun)

- Park Yong-jin: Mitglied der Gukhoe seit 2016[17]
- Yang Seung-jo: Gouverneur von Chungcheongnam-do seit 2018, Mitglied der Gukhoe seit 2004–2018[18]
- Kim Dong-yeon: stellvertretender Premierminister und Wirtschafts- und Finanzminister 2017–2018 (Bewerbung für die Partei Neue Welle – Tintenfischpartei), Rückzug der Kandidatur am 2. März, um Lee Jae-myung zu unterstützen
- Ahn Cheol-soo: Unternehmer, gescheiterter Kandidat in der Präsidentschaftswahl 2017, Gründer der Gungminui-Partei und der Gungminui-Partei von 2020, Rückzug der Kandidatur am 3. März, um Yoon Suk-yeol zu unterstützen

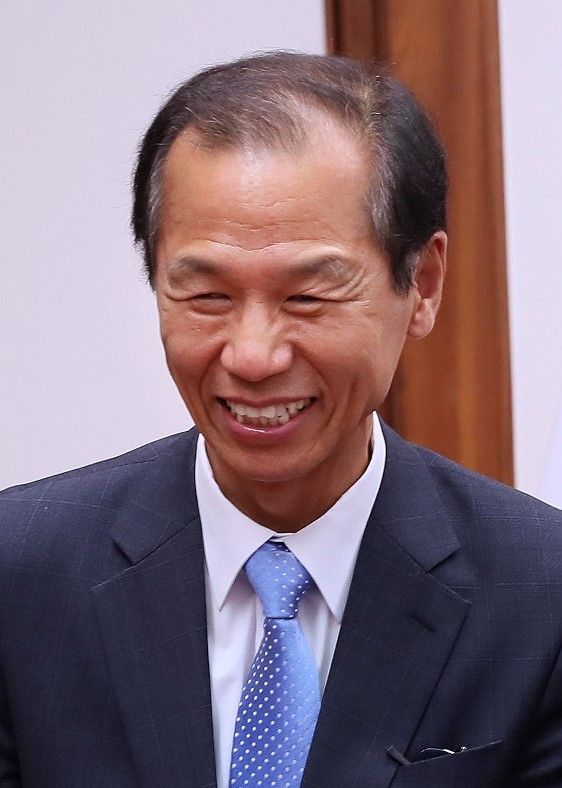
Choi Moon-soon
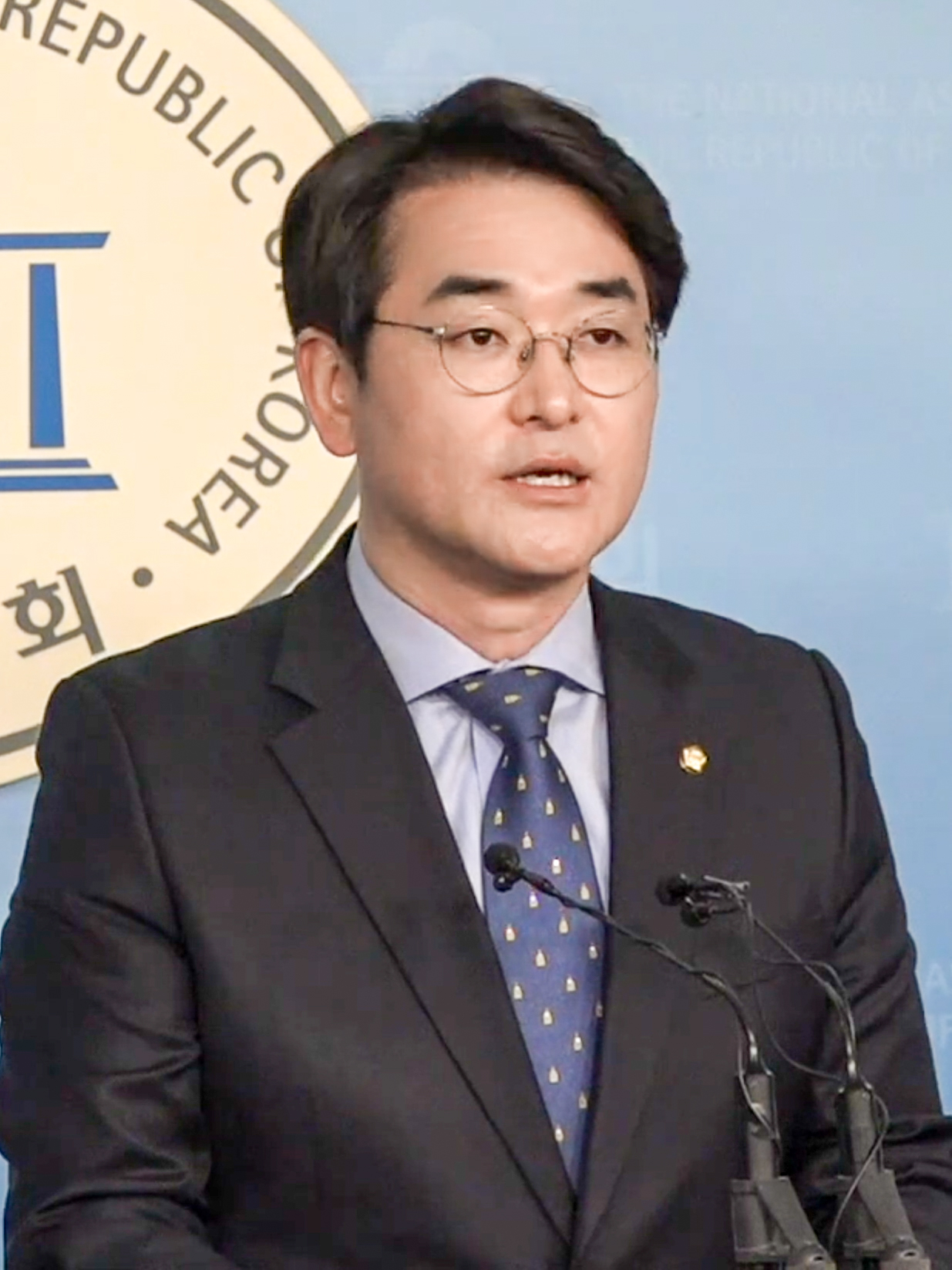
Park Yong-jin
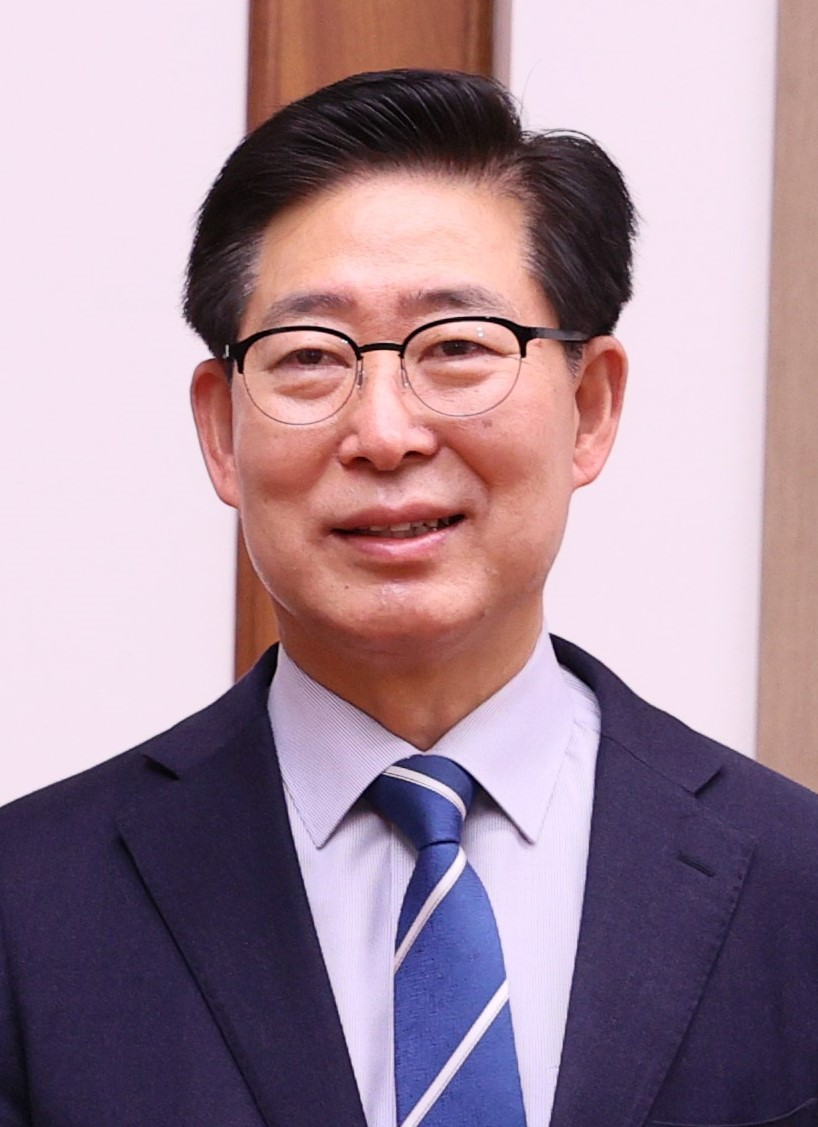
Yang Seung-jo

### Opposition

#### Verbliebene Kandidaten
- Hong Jun-pyo: Parteichef der Jayu-hanguk-Partei/Saenuri-Partei 2018–2019 sowie 2011, Gouverneur von Gyeongsangnam-do 2012–2017, gescheiterter Kandidat in der Präsidentschaftswahl in Südkorea 2017, Abgeordneter in der Gukhoe für den Sitz A des Songpa-gu 1996–1999, Sitz B des Dongdaemun-gu 2001–2012, Sitz B des Suseong-gu von Daegu seit 2020[19]
- Won Hee-ryong: Gouverneur von Jeju-do seit 2014, Mitglied der Gukhoe 2000–2012[20]
- Yoo Seong-min: Abgeordneter für den Dong-gu (Daegu) 2005–2020, gescheiterter Kandidat der Bareun-Partei in der Präsidentschaftswahl 2017[21]
- Yoon Suk-yeol: Generalstaatsanwalt von Südkorea 2019–2021[22]

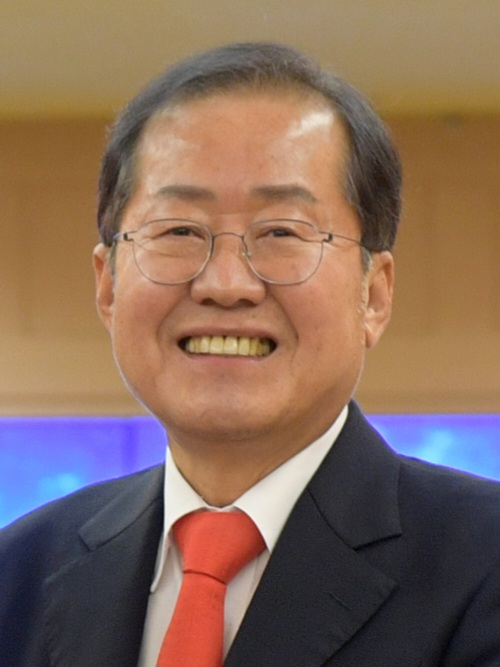
Hong Jun-pyo
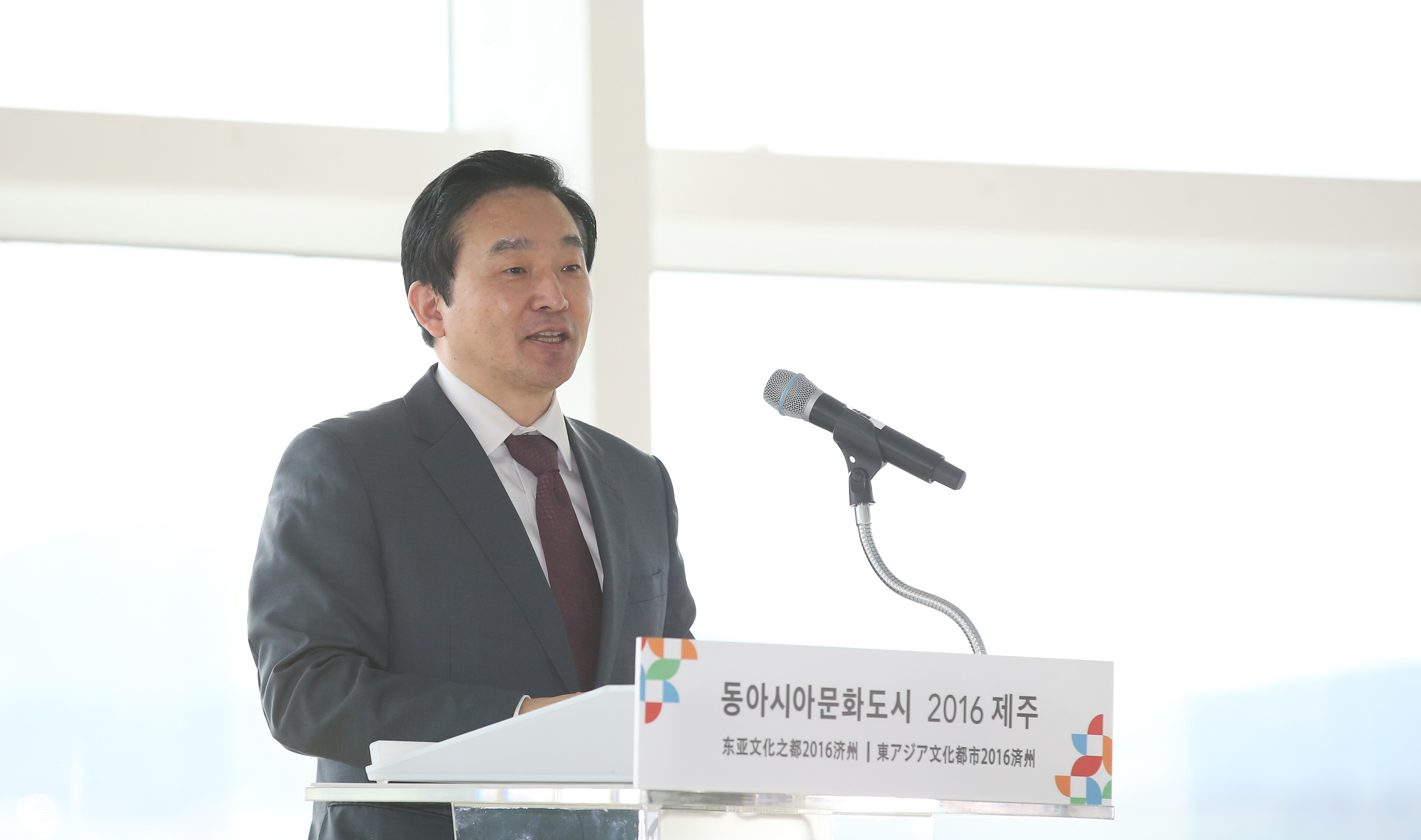
Won Hee-ryong
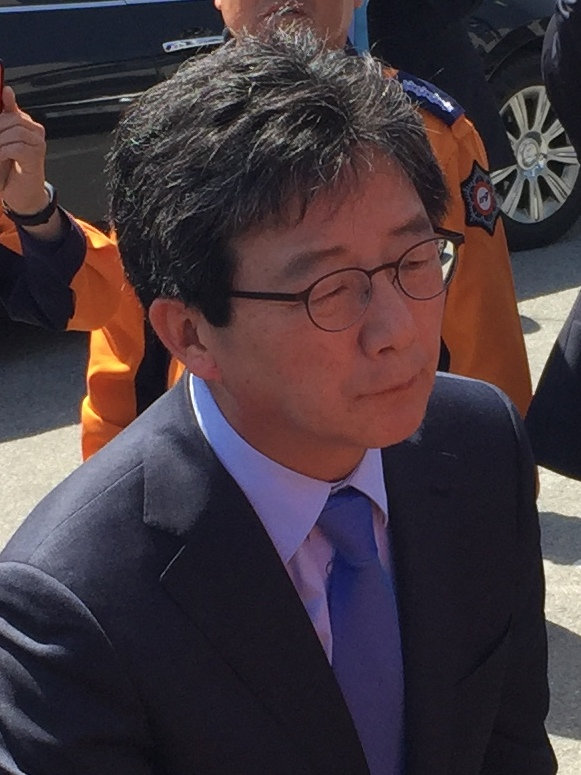
Yoo Seong-min
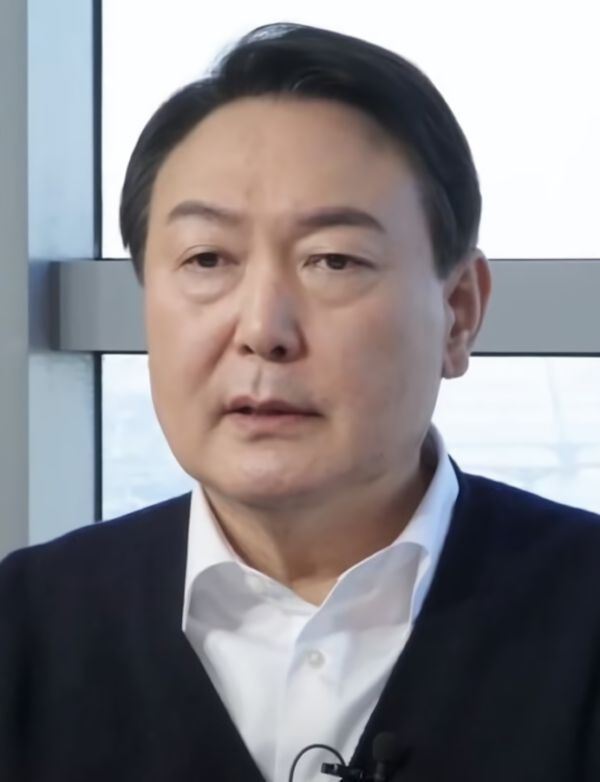
Yoon Suk-yeol

#### Weitere Kandidaten vor dem ersten Cut-off
- Ahn Sang-soo: Bürgermeister von Incheon 2002–2010, Mitglied der Gukhoe 1999–2000[23]
- Chang Song-min: Mitglied der Gukhoe 2000–2002
- Choi Jae-hyung: Präsident des südkoreanischen Rechnungshofes 2018–2021[24]
- Ha Tae-keung: Mitglied der Gukhoe seit 2012[25]
- Hwang Kyo-ahn: Premierminister 2015–2017, interimistischer Präsident 2016–2017, Justizminister 2013–2015, Parteichef der Mirae-tonghap-Partei/Jayu-hanguk-Partei 2019–2020[26]
- Jang Kyi-pyo: Parteichef der Grünen Sozialdemokratischen Partei

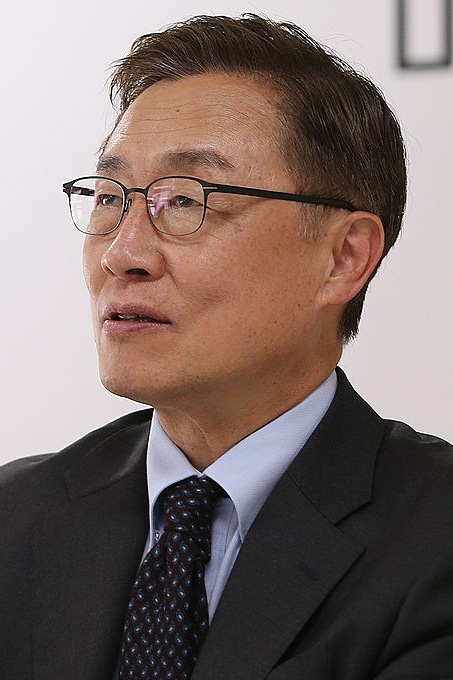
Choi Jae-hyung
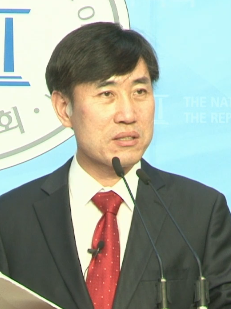
Ha Tae-keung
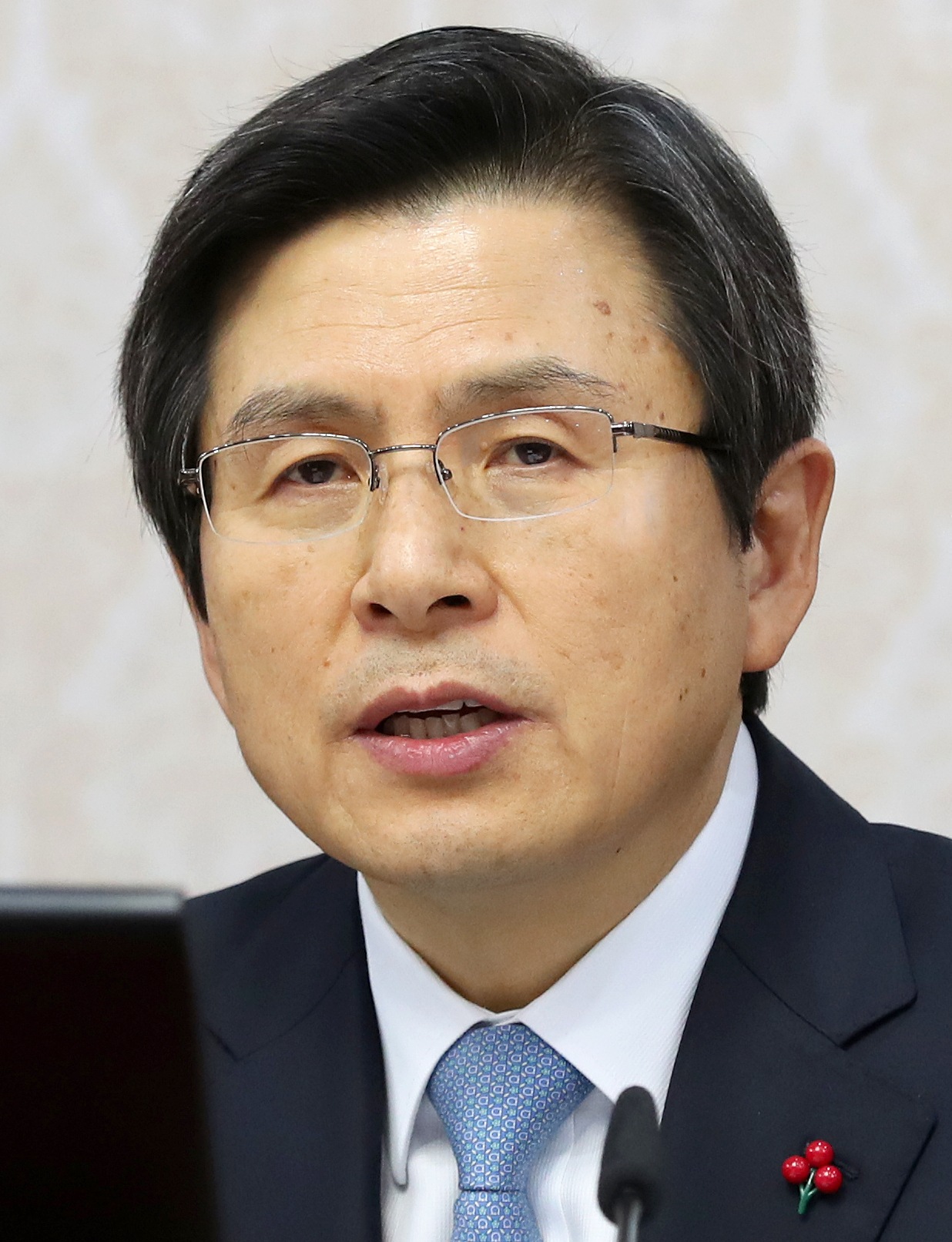
Hwang Kyo-ahn

#### Zurückgezogene Kandidaturen
- Yun Hee-suk: Mitglied der Gukhoe seit 2020
- Kim Tae-ho: Mitglied der Gukhoe seit 2020 sowie 2011–2016; Gouverneur von Gyeongsangnam-do 2002–2010